# Podchojny (przystanek kolejowy)
Podchojny – przystanek kolejowy w miejscowości Podchojny, w województwie świętokrzyskim. Obsługuje ruch pasażerski do Kielc, Ostrowca Świętokrzyskiego, Krakowa i Sosnowca. Przystanek powstał w 2024 roku.